# Film kislexikon
A Film kislexikon a budapesti Akadémiai Kiadó gondozásában 1964-ben 20 ezer példányban megjelent egykötetes, összességében csaknem ezeroldalas (984 oldal) magyar nyelvű, fotókkal gazdagon illusztrált lexikon.
A szócikkeket tartalmazó rész három hasábban szedett, a függelék két, illetve a filmcímek szerinti referencialista négy hasábban.

## Szerzők
Ábel Péter szerkesztő gyűjtötte össze az életrajzi és az összefoglaló filmtörténeti adatokat, és írta meg a kapcsolódó cikkeket. Továbbá ő végezte a filmcímek és adatok összegyűjtését is. A képek egy részének válogatását részben saját tulajdonú fényképeiből.
Főmunkatársai, Nemeskürty István a filmesztétikai vonatkozású, Pozsonyi Gábor a technikai jellegű szócikkeket írta.
További munkatársai közül Ábel Loránd segédkezett az anyaggyűjtésnél és összeállításnál. Kuklis Iván az életrajzok és a filmesztétikai cikkek egy részét írta, valamint a kötet nyomdai szerkesztője volt.
Muray János szintén az anyaggyűjtésben nyújtott segítséget, illetve a magyar és a világirodalom legismertebb filmfeldogozásait gyűjtötte össze. Radó István egyes életrajzi cikkek megírásához gyűjtött adatokat.
A képanyagot Ábel Péter és Szilágyi István állította össze.
A kötetet Bogács Antal, Práger Miklós és Tilkovszky Loránt lektorálta.

## Tartalom
A kislexikon a magyar és egyetemes filmművészet kiemelkedő alakjai, alkotói, rendezők, operatőrök, forgatókönyvírók, színészek rövid szakmai életrajzán kívül tartalmazza több mint tízezer film gyártási és forgalmazási adatait, a hazai és a nemzetközi filmgyártás statisztikáit, a filmszakma egyes fogalmainak, esztétikai, műszaki-technikai és egyéb szakkifejezéseinek magyarázatát összesen több mint 1500 portréfotóval, werkfotóval, filmekből vett részletekkel, magyarázó ábrákkal illusztrálva. Tartalmazza továbbá egyes országok filmművészetének történetét, a nemzetközi filmfesztiválok, Oscar-díjas filmek és művészek adatait, valamint a magyar és a világirodalom legismertebb filmfeldogozásait.

## Külső link
- Film kislexikon (Budapest, 1964), Digitalizált változat, Szaktárs.hu Online